# Geeveston
Geeveston ist eine Kleinstadt im Süden des australischen Bundesstaates Tasmanien. Sie liegt am Huon River, 62 km südlich von Hobart und ist damit Australiens südlichstes Verwaltungszentrum. Die Stadt gehört zur Local Government Area Huon Valley Municipality und gehört sowohl bei den Wahlen zum australischen Repräsentantenhaus als auch bei denen zum tasmanischen Parlament zur Division of Franklin.

## Geschichte
Die Stadt wurde nach William Geeves benannt, einem englischen Siedler, der von Lady Jane Franklin Land in der damals Lightwood Bottom (nach der dort vorherrschenden Holzart) genannten Gegend zugewiesen bekam. 1842 wurde die Siedlung Geeves gegründet und 1861 in Geeves Town umbenannt. Später wurde daraus Geeveston.
Neben der Forstwirtschaft, spielt auch der Obstanbau eine wichtige Rolle in Geeveston. Der Boden in der Gegend stellt sich als fruchtbar heraus und nachdem der ursprüngliche Baumbestand gerodet worden war, wurde das Land kultiviert und bereits 1851 begann William Geeves von England importierten Apfelbäume anzupflanzen. Die Bäume gedienen und ein neuer Wirtschaftszweig war geboren.
1874 wurde das erste dampfbetriebene Sägewerk in Geeveston eingeweiht und für viele Jahre war am stolz das größte Sägewerk der südlichen Hemisphäre zu besitzen. Es befand sind an der Hospital Bay bei Port Huon. Der Besitzer des Sägewerks war die Huon Timber Company und bekannt unter dem Namen Bank Mill. Straßen und Eisenbahnen wurden errichtet um das Holz heranzuschaffen, das gesägte Holz wurden dann mit Ketschen nach Hobart gebracht und von dort die nationalen und internationalen Märkte bedient.

## Wirtschaft und Tourismus

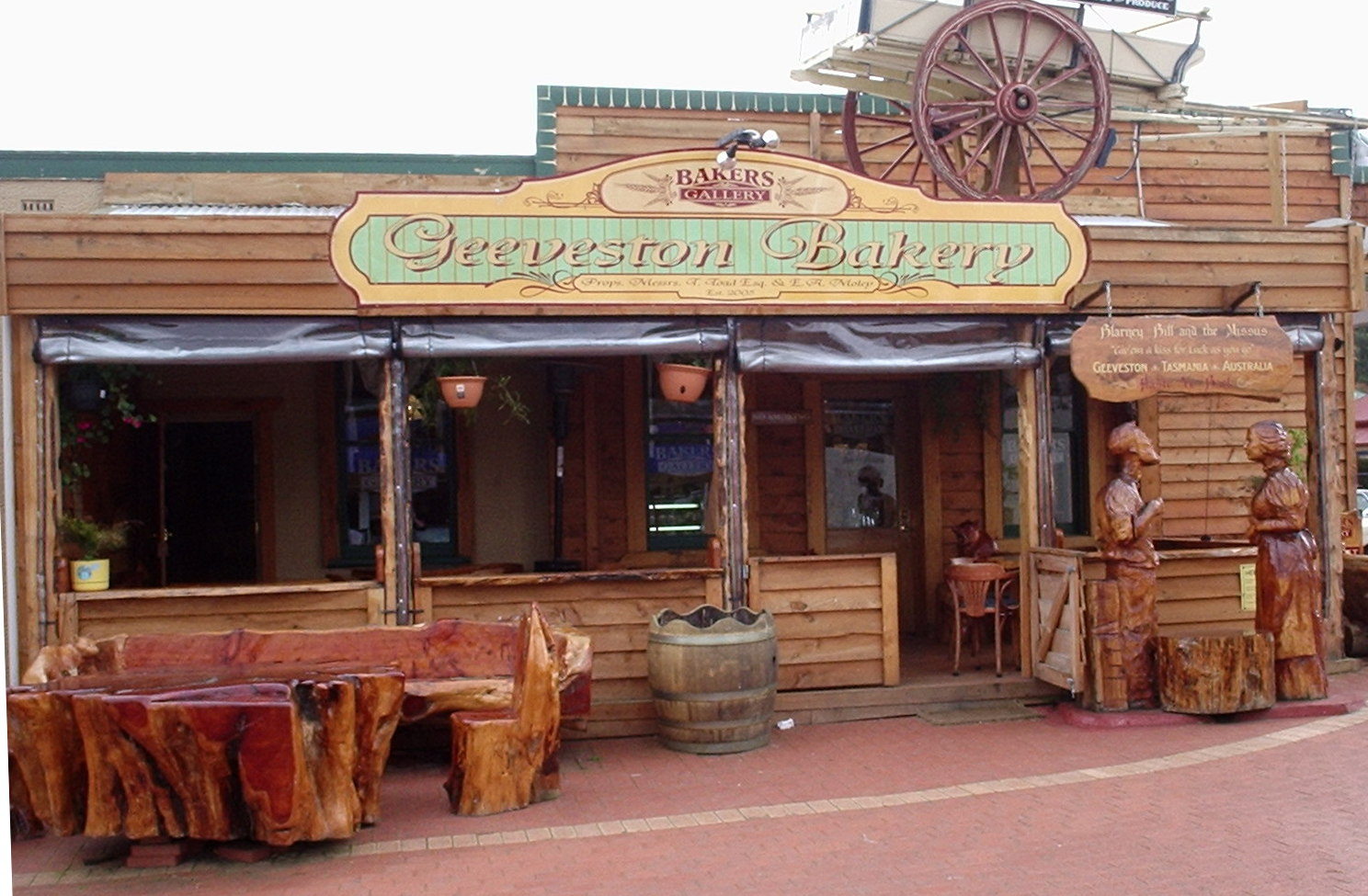
Bäckerei in Geeveston mit typischen Schnitzereien

Geeveston liegt am Huon Highway (A6) und gilt als Tor zum Hartz-Mountains-Nationalpark. Es ist auch das Zentrum des tasmanischen Apfel- und Obstanbaus und war seit Ende des 19. Jahrhunderts auch immer sehr abhängig von der Holzindustrie. 1962 wurde in der Stadt eine Zellstoffmühle eröffnet und war in der Folge Geevestons größter Arbeitgeber. 1982 wurde sie geschlossen und ruinierte damit die örtliche Wirtschaft. Das Forest & Heritage Centre, ein Besucherzentrum, das die Geschichte der Holzindustrie dieser Gegend zeigt, liegt ebenfalls in Geeveston.